# Pedro Ramírez Vázquez
Pedro Ramírez Vázquez (Ciudad de México, México; 16 de abril de 1919 - 16 de abril de 2013) fue un arquitecto, urbanista, diseñador,  escritor, editor y funcionario público mexicano. Dentro de las obras más representativas en las que trabajó se encuentran el Estadio Azteca de 1962, el Museo de Antropología de México de 1963, el Estadio Cuauhtémoc de la ciudad de Puebla de 1968, la Nueva Basílica de Guadalupe de 1976 y el Palacio Legislativo de San Lázaro de 1977.

## Biografía
Pedro Ramírez Vázquez nació en Popotla, Ciudad de México. Fue autor de varios proyectos icónicos en México y otras partes del mundo. Durante el gobierno de José López Portillo fue Secretario de Asentamientos Humanos y Obras Públicas. Ingresó a la Universidad Nacional Autónoma de México, donde impartió cátedra como maestro. Fue presidente del Colegio, y de la sociedad de arquitectos de México, durante tres periodos consecutivos (1952 a 1958). En 1968 fue presidente del Comité Organizador de los Juegos Olímpicos de 1968 que se celebraron en la Ciudad de México, y diseñó su afiche oficial y su emblema. Fue presidente del Comité Olímpico Mexicano. Fue ganador del Premio Nacional de Bellas Artes en 1973.
En 1976 el presidente José López Portillo lo designó como secretario de Asentamientos Humanos y Obras Públicas, cargo en el que permaneció los seis años del gobierno; al concluir, continuó el ejercicio de su profesión. Fue fundador y primer rector de la Universidad Autónoma Metropolitana. Fue doctor honoris causa por varias universidades como la Universidad Nacional Autónoma de México y la Universidad de Colima. Recibió múltiples premios y distinciones, como el Premio a la Vida y Obra, galardón otorgado por el Premio Obras Cemex que le fue otorgado en 2003.
Falleció el 16 de abril de 2013, misma fecha en la que cumplió los 94 años.

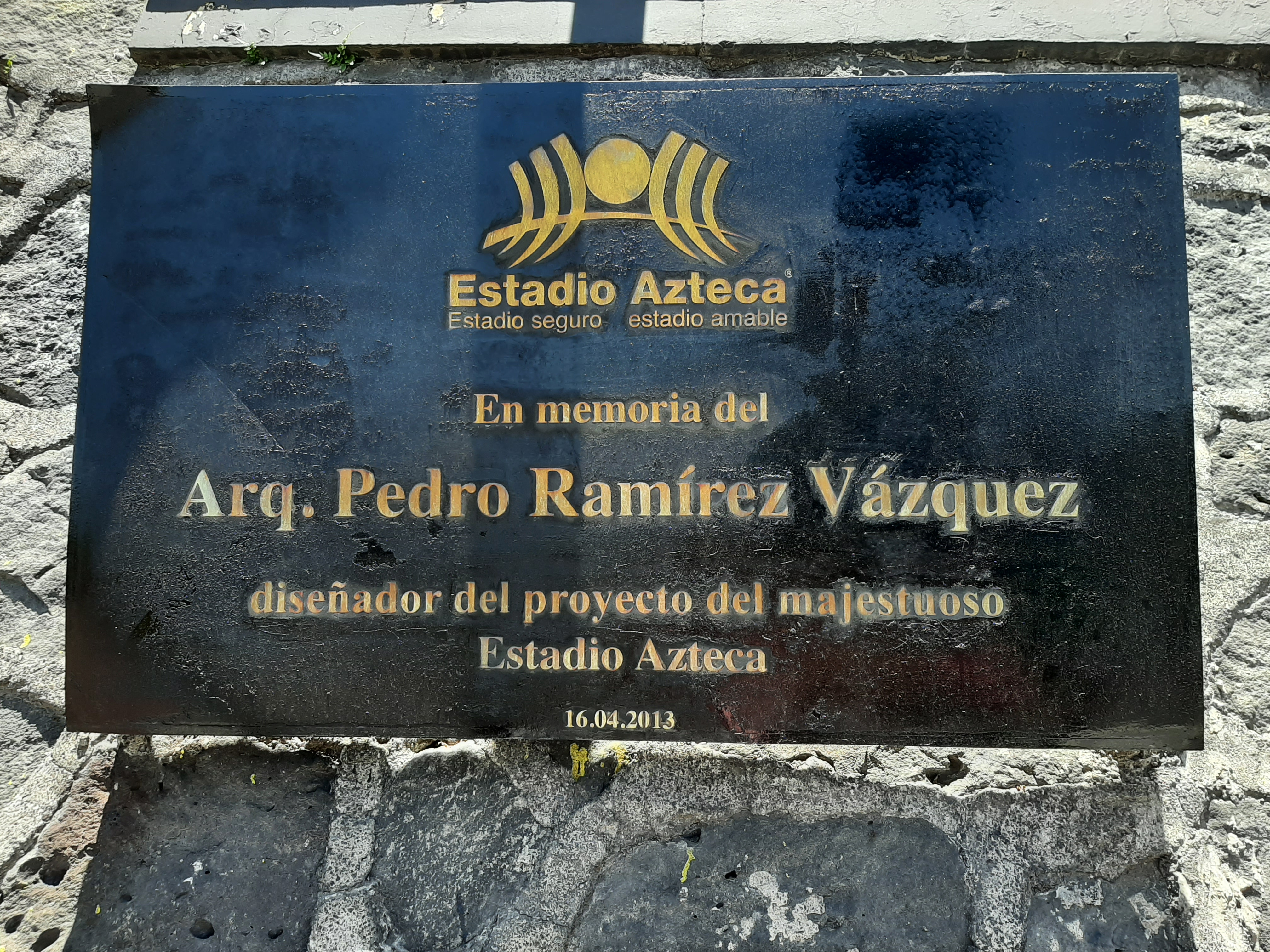
Placa en honor a Pedro Ramírez Vázquez en el Estadio Azteca.

## Urbanismo
- 1943 Estudio Urbanístico de Ciudad Guzmán, Jalisco, México (primera tesis sobre urbanismo que se presentó en la Escuela de Arquitectura, y con la cual obtiene el título de arquitecto).

- 1948 Estudio para el plan regulador de Frontera Tabasco, México.

- 1953 Plano regulador de Culiacán, Sinaloa, México. Se tenía como fin conocer, definir y regular la estructura de la ciudad.

- 1958 Coordinador de estudio de la Comisión de Urbanismo de Consejo de Planeación Económica y Social, analiza los problemas de las Ciudad de México, y capta propuestas de solución de parte de los estudios y la población en general. Entrega el documento sobre la organización de la Ciudad de México que propone una solución de conjunto, y soluciones complementarias (en la campaña del Lic. Adolfo López Mateos). Por su nombramiento como Gerente de CAPFCE no se dio seguimiento a la propuesta.

- 1960 Remodelación de Dolores Hidalgo, Guanajuato, México, se reglamenta la restauración de fachadas, la utilización de anuncios, y se rehabilita toda la infraestructura urbana: agua, drenaje, energía eléctrica, teléfonos, pavimentos etc. Para la celebración del 150 aniversario de la Independencia Nacional de México.

- 1968 Junto con Mathias Goeritz, lleva el arte a escala urbana con la Ruta de la Amistad, camino que comunicaba la Villa Olímpica con el Canal de Cuemanco, México.

- 1970 Miembro de Comité Internacional de Planeación de la Ciudad de Jerusalén (organismo que determinó el desarrollo urbano de esa ciudad).

- 1970 Coordinador de AURIS (Instituto de Acción Urbana e Integración Social), creación de la Ciudad de Cuautitlán Izcalli, Ciudad de México.

- 1970 Plan maestro de la nueva capital de Tanzania, Dodoma (antes la capital de Tanzania era Dar es Salaam), aportando soluciones aplicables al área de ubicación del gobierno.

- 1971 Arte urbano en señalamiento de caminos, parques y remodelaciones urbanas en el Estado de México (Paseo Tollocan, Valle Lerma, requería de señalamientos y varios más el Estado de México). ("Proyecto fuentes y esculturas" para ornamentar la zona industrial del Paseo Tollocan. En el paseo Tollocan se colocaron se colocaron esculturas de Ángela Gurría, con temas alusivos a las artesanías del Estado de México).

- 1976 Ante el problema de la concentración, y dispersión de la población, y crecimiento urbano del país, es designado titular de la SAHOP, (Secretaría de Asentamientos Humanos y Obras Públicas), para realizar planes que orientaran un desarrollo urbano equilibrado, orientando la obra y servicios públicos para estimular la desconcentración de organismos públicos, sobre todo de la Ciudad de México

- 1978 El 4 de febrero presenta el "Plan Nacional de Desarrollo Urbano" al Presidente de la República, y a los gobernadores, quienes expresan su voluntad de cumplir el plan, y se comprometen a expandir, o actualizar leyes de desarrollo urbano en un plazo que no excedería de un año.

- 1979 Segunda reunión de la República, en Acapulco, Guerrero, México, los gobernadores informan que han cumplido su compromiso de expandir o adicionar sus leyes estatales de desarrollo urbano. Prometen presentar su plan de desarrollo urbano estatal en la siguiente reunión.

- 1980 febrero, en el Puerto de Veracruz, México, se lleva a cabo la tercera reunión de la república. Los gobernadores informan que han formulado 31 planes estatales de desarrollo urbano. Los representantes de las autoridades del país se comprometen a realizar la totalidad de los planes municipales.

- 1981 febrero, en la cuarta reunión de la república, en Hermosillo, Sonora, México, las autoridades municipales del país dan cuenta de la terminación de 2,377 planes de desarrollo urbano municipales, elaborados con el sistema de auto planeación. Se comprometen a formular los planes de 462 principales centros de población de México.

- 1982 Durante la quinta reunión de la república se informa que se han terminado los planes de desarrollo urbano de los centros de población, Guadalajara, México. También se terminaron los planes de las zonas conurbadas, ubicadas en dos o más entidades de México.

- 1977-1982 Remodelación del centro histórico de la Ciudad de México, 668 manzanas que comprenden edificios de interés histórico, como monumentos, calles, plazas etc. Ente los edificios adquiridos estuvieron, el ex convento de Jesús María, el ex convento de Santa Inés, la Sede de la Real y Pontificia Universidad, la Casa de las Ajaracas, varios inmuebles de seminario, la Casa del Diezmo, y él es hospital de la Santísima Trinidad.

Trabajos de restauración de la Catedral, y del Sagrado Metropolitano. El proyecto de fisonomía urbana incluyó obras para recuperar la integridad de las fachadas, y los niveles de construcción. Otro problema que se atendió, fue el de valiosos monumentos del centro histórico, que veían afectada su integridad por el hundimiento diferenciado del suelo, por ejemplo, el Templo de la Santísima, el de Loreto, el de la Soledad, la iglesia de Santa Teresa la Antigua, y el conjunto formado por los templos de San Juan de Dios, y de la Plaza de la Santa Veracruz.
- 2000 Programa de desarrollo urbano del área metropolitana de Saltillo, Coahuila, México.

## Obras representativas
Considerado uno de los más prolíficos arquitectos mexicanos, realizó obras muy conocidas, entre las que destacan:

### En México
- 1943 Escuela Primaria, Mar de Banda N.º 18, Tabasco.

- 1943 Escuela Primaria, Mar de Baffin N.º 3, Tabasco.

- 1943 Escuela Primaria Mar de Baffin N.º 4, Tabasco.

- 1943 Escuela Primaria Golfo de California, Tabasco.

- 1944 Escuelas en Tabasco en los Poblados de Atasta y Tamulté, Villahermosa, Tabasco.

- 1950 Escuela Primaria, Colonia Morelos Ciudad de México.

- 1951 Escuela Primaria El Pípila, con el Arq. Horacio Boy, Ciudad de México.

- 1952 Escuela Nacional de Medicina, con los Arqs. Roberto Álvarez Espinosa, Ramón Torres Martínez, y Héctor Velázquez, Ciudad de México.

- 1952 La Escuela Nacional de Medicina de la Ciudad Universitaria de la UNAM (Hoy Facultad de Medicina), Ciudad de México.

- 1954 El Edificio de la Secretaría del Trabajo, Ciudad de México.

- 1955 – 1957 Mercados de La Lagunilla, Tepito, Coyoacán, Azcapotzalco, San Pedro de los Pinos y otros 10 más.

- 1957 Ciudad Universitaria del Noreste (Plan Maestro) con el Arq. Rafael Mijares, Tampico, Tamaulipas.

- 1958 Aula Casa Rural y Escuelas Prefabricadas en México, y en 17 países de América Latina (más de 150, 000 unidades en la República Mexicana de 1958 a 1976).

- 1959 Sistema para construcción de la escuela rural. Se han construido miles de escuelas con este sistema en México y el extranjero. La UNICEF adoptó este sistema constructivo.

- 1959 Escuela Primaria S.T.P.S (Anexa a la Secretaría del Trabajo y Previsión Social), con el Arq. Rafael Mijares, Ciudad de México.

- 1959 Escuela Superior de Educación Física, con el Arq. Rafael Mijares, Ciudad de México.

- 1959 Escuelas Rurales en Zapotzingo y Nacajuca, Tabasco.

- 1960 Escuela Nacional para Maestras de Jardines de Niños D.F., Ciudad de México.

- 1960 Instituto Juárez de Durango con el Arq. Rafael Mijares.

- 1960 Galería de Historia, Museo del Caracol, Ciudad de México.

- 1963 Escuela Primaria y Secundaria "Central Pedagógica Infantil" (INPI).

- 1963 Escuela Héroes de la Libertad Primaria y Jardín de Niños, Ciudad de México.

- 1964 Escuela Tierra y Libertad Primaria, Toluca, Estado de México.

- 1964 Escuela Ana Frank, San Ángel, Ciudad de México.

- 1964 Escuela Secundaria N.º 2, Calle Sor Juana Inés de la Cruz.

- 1964 El Museo Nacional de Antropología, Ciudad de México.

- 1964 Museo de Arte e Historia de Ciudad Juárez, Chihuahua.

- 1964 El Museo de Arte Moderno, Ciudad de México.

- 1964 Escuela Primaria, Col. 7 de julio.

- 1964 Escuela Primaria, Col. Lomas de Sotelo.

- 1964 Escuela Primaria N.º 273, Col. Ex Garita de Vallejo.

- 1964 Escuela primaria, Col. Valentín Gómez.

- 1964 Escuela, Col. Aviación.

- 1964 Escuela Primaria, Col. José María Pino Suárez.

- 1964 Escuela en el Jardín Central, Tacubaya

- 1964 Escuela Primaria en Observatorio, Ciudad de México

- 1964 Escuela Uxmal, Ciudad de México

- 1965 La Torre de Tlatelolco, edificio del Centro Cultural Universitario Tlatelolco y su entorno en la Plaza de las Tres Culturas (Antes edificio de la Secretaría de Relaciones Exteriores), Ciudad de México.

- 1965 Centro Escolar Revolución, proyecto con el Arq. I. Ordorica.

- 1966 El Estadio Azteca, Ciudad de México.

- 1967 El Estadio Cuauhtémoc, Puebla.

- 1969 Colegio Irlandés, con el Arq. Rafael Mijares, y el Ing. Guillermo Ballesteros, Ciudad de México

- 1972 La Unidad Habitacional El Rosario (en colaboración con los arquitectos Teodoro González de León, y Ricardo Legorreta), Ciudad de México.

- 1973 Palacio Municipal de Cuautitlán Izcalli, su explanda y varios proyectos que quedaron inéditos como el Edificio del Árbol y las estatuas monumentales de la entrada y salida del Municipio, con las letras C I abrazando todos los carriles de la Autopista México-Querétaro.

- 1974 El Programa Maestro de las Unidades Azcapotzalco, Iztapalapa y Xochimilco de la Universidad Autónoma Metropolitana.

- 1974 Colegio Irlandés, San Pedro Garza García, Monterrey.

- 1974 Universidad Autónoma Metropolitana, Fundador, Rector, y Proyecto Arquitectónico, con el Arq. David Muñoz, (Unidad Xochimilco y Azcapotzalco), Ciudad de México.

- 1975 Embajada de Japón en México, Ciudad de México.

- 1976 Liceo Mexicano Japonés (1976)[10][11]

- 1976 La Nueva Basílica de Santa María de Guadalupe (en colaboración con los Arqs. Gabriel Chávez de la Mora y José Luis Benlliure), Ciudad de México.

- 1980 El Palacio Legislativo de San Lázaro (sede oficial de la Cámara de Diputados de México), Ciudad de México.

- 1980 - 1981 Instituto de Estudios y Documentación Históricos (Anexo al Claustro de Sor Juana) con los Arqs. Rafael Mijares, y Andrés Giovanini G.

- 1982 Centro Cultural Tijuana, Tijuana.

- 1984 La Torre Axa (antes Torre Mexicana de Aviación), Ciudad de México.

- 1984 Proyecto de la Universidad Iberoamericana, en colaboración con los Arquitectos Rafael Mijares, Andrés Giovanini G. y Francisco Serrano

- 1984 Edificio Omega, Ciudad de México.

- 1986 Iglesia del Sagrado Corazón de Jesús en Tocumbo, Michoacán.

- 1987 Museo del Templo Mayor, Ciudad de México.

- 1987 Museo Amparo, Puebla.

- 1993 Escuela Técnica Industrial Álvaro Obregón U.A.N.L, con los Arqs. Andrés Giovanini G, y Javier Ramírez Campuzano. Monterrey, Nuevo León.

- 1994 Universidad Marista (Plan Maestro) "Y" de la Ajusco, con los Arqs. Andrés Giovanini G, y Javier Ramírez Campuzano, Ciudad de México.

- 1994 Universidad Marista (Plan Maestro) en los Tulipanes Ajusco, con los Arqs. Andrés Giovanini G, y Javier Ramírez Campuzano, Ciudad de México.

- 1995 Universidad Marista (Plan Maestro) Canal Nacional, Tláhuac, Ciudad de México, con los Arqs. Andrés Giovanini G, y Javier Ramírez Campuzano.

- 1995 Universidad Marista (Plan Maestro) Eje 10 Sur, Tláhuac, Ciudad de México, con los Arqs. Andrés Giovanini G, y Javier Ramírez Campuzano.

- 1996 - 2000 Infotecas de la Universidad Autónoma de Coahuila en sus campus : Saltillo, Monclova, y Torreón, con los Arqs. Andrés Giovanini G, y Javier Ramírez Campuzano.

- 1997 Centro de Convenciones y Exposiciones, SIglo XXI en Mérida.

- 1999 Infoteca de la Universidad Autónoma de Monterrey, proyecto Río Santa Lucía, Monterrey, con los Arq. Andrés Giovanini G, y Javier Ramírez Campuzano.

- 1999 Universidad Autónoma de Coahuila "Unidad de Seminarios", con los Arq. Andrés Giovanini g, y Javier Ramírez Campuzano.Monclova, Coahuila.

- 2004 Auditorio Siglo XXI, Puebla.

- 2008 Universidad Autónoma Metropolitana (Proyecto Torre I), con los Arqs. Andrés Giovanini G, y Javier Ramírez Campuzano.

- 2008 Centro Internacional de Convenciones de Chetumal, Quintana Roo.

- 2008 Universidad Autónoma Metropolitana, Plan Maestro Campus Cuajimalpa, con los Arq. Andrés Giovanini G, y Javier Ramírez Campuzano.

- 2010 El Museo de los Presidentes Coahuilenses, Saltillo.

- 2009 Universidad Autónoma Metropolitana, Plan Maestro Campus Lerma, con los Arqs. Andrés Giovanini G, y Javier Ramírez Campuzano.

- 2011 Teatro de la Ciudad en Piedras Negras, Coahuila (2011)

### En el mundo

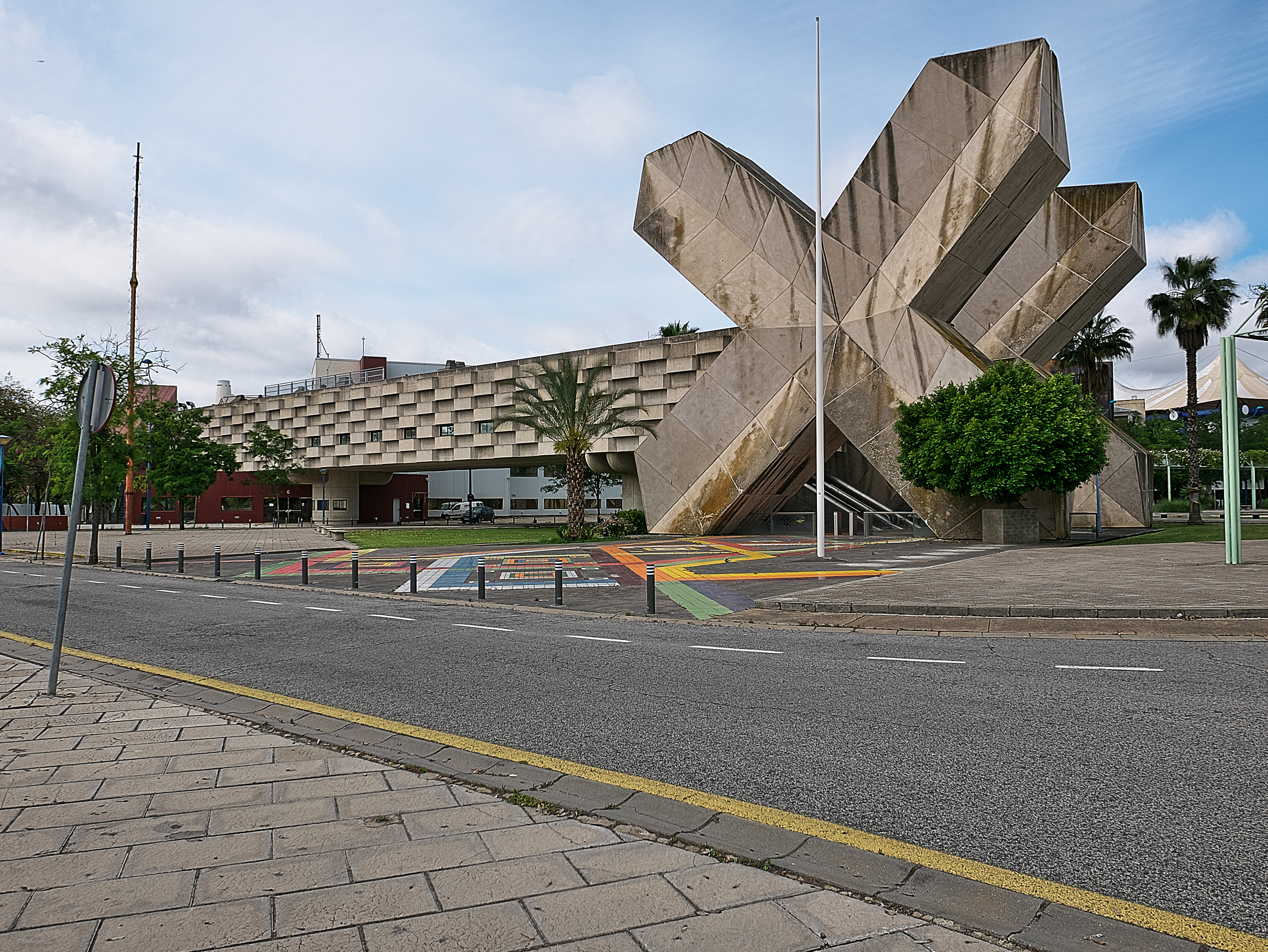
Pabellón de México, Sevilla 1992

- 1958 Pabellón de México en la exposición mundial de Bruselas.

- 1958 Aula Casa Rural y Escuelas Prefabricadas en la India, Indonesia, Filipinas, Tanzania, Yugoslavia e Italia.

- 1962 Pabellón de México en la exposición mundial de Seattle.

- 1964 Pabellón de México en la exposición mundial de Nueva York.

- 1965 Seminario de Rocklands Leopards town, proyecto con los Arq. Jorge Basurto y Jesús Aguiga. Dublín, Irlanda.

- 1971 El Museo de las Culturas Negras en Dakar, Senegal.

- 1975 Edificios gubernamentales para la nueva capital de Tanzania en Dodoma.

- 1976  Casa Presidencial de Costa Rica.

- 1977 Academia Comunitaria Benito Juárez en Chicago, Illinois, Estados Unidos[12]

- 1982 Monumento a Fray Antón de Montesinos, República Dominicana.

- 1984 Museo de Nubia, Egipto.

- 1986 Edificio Sede del Comité Olímpico Internacional en Lausana, Suiza.

- 1988 Museo del Comité Olímpico Internacional en Lausana, Suiza.

- 1989 La capilla de la Virgen de Guadalupe dentro de la Basílica de San Pedro en la Ciudad del Vaticano.

- 1992 Pabellón del Comité Olímpico Internacional en la Exposición Universal de Sevilla, España.

- 1992 Pabellón de México en la exposición Universal de Sevilla, España.

- 1994 Centro Latinoamericano y del Caribe para la "University of the West Indies", con los Arqs. Andrés Giovanini G, y Javier Ramírez Campuzano. Kingston, Jamaica.

### Proyectos representativos no realizados
- 1961 Edificio Sede del Partido Revolucionario Institucional PRI.

- 1962 Museo Fronterizo de Matamoros, Tamaulipas, México.

- 1969 Fuente del Olimpismo Chicago, Illinois.

- 1971 Torre Símbolo de oficinas Cuautitlán Izcalli, Estado de México.

- 1972 Edificio para el Centro Internacional de Comercio, y Plaza Pública en Marsella, Francia.

- 1973 Museo de Antropología, Tegucigalpa, Honduras.

- 1975 Museo Nacional de Irán. Teherán, Irán.

- 1975 Iglesia Ecuménica en Cancún, Quintana Roo, México.

- 1979 Museo Avery Brundage, Olimpia, Grecia.

- 1979 Plaza de Rescate Urbano Isabel, la Católica, México.

- 1981 Centro Cultural Mexicano, Managua, Nicaragua.

- 1982 Proyecto para Arco de la Defensa, París, Francia.

- 1982 Proyecto para el parque de la Villete, París, Francia.

- 1985 Proyecto de ampliación del Museo de Louvre, París, Francia.

- 1989 Proyecto para Museo de la Acrópolis, Atenas, Grecia.

- 1989 Cruz Monumental de Manzanillo, Colima, México.

- 1993 Torre Águila, Paseo de la Reforma, México.

- 1995 Museo Nacional de Corea, Seoul.

- 1997 Centro cultural y de usos múltiples, Montecarlo, Principado de Mónaco.

- 1997 Proyecto de Ampliación al Santuario de Nuestra Señora de Fátima, Fátima, Portugal.

- 1999 Zoológico de Xalapa, Veracruz, México.

- 1999 Catedral de Cristo Rey, Acapulco, Guerrero, México.

- 2000 Plaza Mariana, Ciudad de México.

- 2004 Proyecto para el Estadio Olímpico de Beijing, República Popular China.

- 2008 Proyecto para Arco Monumental de Bicentenario, Ciudad de México.

## Principales realizaciones en diseño
- 1952 Logotipo del Club América F.C (siendo Miguel Ramírez Vázquez Presidente del Club).

- 1952 Diseño de la Exposición para el Congreso Panamericano de Arquitectos.

- 1957 Imagen corporativa del Despacho de Arquitectos Ramírez Vázquez y Mijares.

- 1958 Diseño de museografía del Pabellón de México en la exposición universal de Bruselas, Bélgica (ganó la estrella de oro de la exposición).

- 1960 Con Julio Prieto y Carmen Antunes, diseño de la Museografía de la Galleria Nacional de Historia (Museo del Caracol).

- 1962 Diseño de museografía del Pabellón de México en la exposición universal de Seattle, Washington, EE. UU.

- 1964 Con Mario Vázquez y Alfonso Soto Soria, planeación y diseño museográfico del Museo Nacional de Antropología e Historia. Ciudad de México

- 1964 Con Ruth Rivera, planeación y diseño museográfico del Museo Nacional de Arte Moderno.

- 1967 Identidad corporativa de la Tercera Semana Deportiva Internacional.

- 1968 Creador del programa de identidad México 68 y planeación estratégica, para los juegos olímpicos de México, que abarcó diseño gráfico, diseño de mobiliario y señalización urbana, diseño de exposiciones, sección cinematográfica, campaña publicitaria para medios masivos, diseño de ceremonias, diseño editorial, campaña de relaciones públicas, planeación de la ruta de la antorcha olímpica, etc.

- 1970 Imagen corporativa del Instituto Mexicano de Asistencia a la Niñez.

- 1970 Por encargo de Guillermo Cañedo, realización de la tipografía para el logo México 70.

- 1970 Diferentes diseños de platería para TANE

- 1971 Diseño de Señalización y Mobiliario Urbano para el paseo Tollocan en Toluca, y diferentes municipios del Estado de México.

- 1972 Diseño de Mobiliario para López-Morton S.A.

- 1972 Imagen Corporativa de Grupo Televisa.

- 1972 Imagen corporativa del Colegio de Ingenieros Civiles de México.

- 1973 Imagen corporativa de la Universidad Autónoma Metropolitana.

- 1974 Imagen corporativa de Banco del Atlántico.

- 1974 Imagen corporativa del Instituto Cultural Helénico.

- 1974 Imagen corporativa de Fertilizantes de Centro América S.A.

- 1975 Imagen corporativa de la Universidad La Salle.

- 1975 Imagen corporativa, diseño de propaganda y comunicación estratégica de la campaña presidencial del Lic. José López Portillo.

- 1975 Imagen corporativa de Cementos APASCO.

- 1976 Imagen corporativa de DINÁMICA (de Grupo Alpha).

- 1976 Imagen corporativa de BANCAM S.A. (Monterrey).

- 1976 Imagen corporativa de SICARTSA.

- 1977 Imagen corporativa de Pronósticos Deportivos para la Asistencia Pública.

- 1977 Imagen corporativa de NOVA (Grupo Alpha).

- 1977 Imagen corporativa del Instituto Nacional del Deporte.

- 1980 Diseño de tapiz para la sala del Consejo de la FAO, Roma, Italia.

- 1985 Logotipo para la Fundación Mexicana para la Salud A.C.

- 1985 a 1988 Diseños de estampados en seda para el Comité Olímpico Internacional, Lausana, Suiza.

- 1986 Diseño y elaboración de ambientaciones urbanas para la Copa del Mundo, y para el Estadio Azteca.

- 1992 Diseño museográfico del Pabellón de México de la exposición universal Sevilla 92, España.

- 1997 Con Iker Larrauri, planeación y diseño museográfico del Museo de la Cultura Nubia en Assuan, Egipto.

- 2007 Museografía de la exposición América Migración, para el FORUM universal de las culturas, Monterrey.

- 2010 Logotipo del Museo de los Presidentes Coahuilenses, Saltillo, Coahuila.

- 2012 Diseños de Arte Objeto que actualmente (2018) D´Argenta S.A. reproduce en plata bajo licencia.

- Hasta 2012, desde 1956, diferentes trabajos en diseño editorial.

- Hasta 2013, desde 1969, diseñó cristalería para Cristaluxus Monterrey, México, DAUM (Francia), y propias. Existen piezas de su autoría en los Museos de DAUM, (Nancy, Francia), Museo del vidrio Monterrey, México, Museo de la Muerte (Aguascalientes), México, Museo Amparo (Puebla), México, Museo Olímpico (Lausana, Suiza), Museo del Ski de Hollmenkollen, (Oslo, Noruega), Museo de la colección STAUBO (Hamar, Noruega).

## Diseño de Mobiliario
El espíritu creativo de Pedro Ramírez Vázquez, no se limitó a la arquitectura, ya que también abarcó el diseño de mobiliario, tanto para interiores, como mobiliario urbano. Esta actividad se inició en los años 50´s, con el diseño de una silla de madera con piel. A principio de los años 70, desarrolló una línea de mobiliario en placa de acero con diferentes acabados, que abarcaron sillas para interior y exterior, mesas de centro, y mesas de comedor. Todo en diferentes diseños, formas y tamaños, así como algunos muebles en madera. Con el mismo concepto, en placa de acero diseñó bancas para mobiliario urbano, entre ella varios modelos "tu y yo" característicos del Estado de Yucatán, y señalización urbana en gran formato, dichos diseños se aplicaron en el Estado de México, durante el gobierno del Profesor Carlos Hank González.
Es en esta época en que diseña el equipal contemporáneo, inspirado en el equipal tradicional mexicano, poniendo de manifiesto su principio de expresar en forma actual, las constantes culturales en cuanto a mobiliario típico.

## Arte Objeto en Cristalería
En 1965, cuando Ramírez Vázquez proyectó la sede de la Secretaría de Relaciones Exteriores de México, el entonces Secretario Don. Antonio Carrillo Flores le encargó diseñar la cristalería para dicha dependencia. Inspirándose en el "Vaso pulquero de Tlatelolco", PRV diseñó unas copas con una forma similar, haciéndoles un corte que sugiere hojas de maguey. A partir de este diseño, definió que trabajar el cristal era "hacer escultura con la luz", ya que es un material en el que por su transparencia, se ven todas sus caras al mismo tiempo, y dependiendo los cortes, por sus reflejos es variable el aspecto de una pieza de cristal, de acuerdo al punto de vista como se vea y por la iluminación que reciba.
Tuvo una tienda llamada "Cristal-Art", e instaló un taller de corte en su oficina que subsiste, y sigue produciendo sus diseños, ya que dejó infinidad de ellos en croquis. Sus piezas de arte objeto en cristal, han sido solicitadas como reconocimientos de diferentes instituciones, tales como: NADRO, ANTAD, El Comité Olímpico Internacional, el Consejo Mundial de Boxeo, la Fundación Mexicana para la Salud, etc. Por su calidad, tuvo exposiciones en la galería Merk Up, la galería Misratchi, el Museo del Vidrio de Monterrey, México, el Museo de Arte Moderno en México, el Museo de Antropología en la Ciudad de México, y en el Instituto Cultural Cabañas, Guadalajara, México.
Realizó junto con Salvador Dali, y muchos otros importantes artistas, diseños en pasta de vidrio (pâte du verre) para la cristalería DAUM. Personajes importantes como Juan Antonio Samaranch, Manuel Espinosa Yglesias, José López Portillo, entre otros, tenían colección de piezas de Pedro Ramírez Vázquez.
Diseñó cristalería para Cristaluxus Monterrey, México diferentes piezas para la línea DAUM (Francia), y líneas especiales para la misma firma, Manufacturas de cristal Macrisa, Nouvel Studio y propias. Existen piezas de su autoría en los Museos de DAUM, (Nancy, Francia), Museo del vidrio Monterrey, México, Museo de la Muerte (Aguascalientes), México, Museo Amparo (Puebla), México, Museo Olímpico (Lausana, Suiza), Museo de los Presidentes Coahuilenses en Saltillo, Coahuila, México , Museo del Ski de Hollmenkollen, (Oslo, Noruega), Museo de la colección STAUBO (Hamar, Noruega).

## Libros
Pedro Ramírez Vázquez tuvo una inclinación especial por los libros, ya que su padre J.Max Ramírez, fue un vendedor de libros antiguos, mejor conocidos como "libros de viejo", en el centro histórico de la Ciudad de México, J.Max Ramírez, personaje que cita Salvador Novo en su libro "Nueva Grandeza Mexicana" infundió en cariño por los libros a sus hijos, de ahí que el libro fue para Ramírez Vázquez un instrumento esencial de aprendizaje, consulta, investigación, y de actualización para estar al día en todas sus responsabilidades, quiso por ello dejar constancia en publicaciones de aspectos de sus actividades e intereses profesionales, tales como:

### Libros como autor
- 1956 4000 Años de Arquitectura, Edit. Libreros Unidos Mexicanos, México

- 1962 Casas que Crecen, Edit. La Prensa (Español, inglés, francés e italiano).

- 1968 El Museo Nacional de Antropología, edit. Helvética Press, Suiza (Español e inglés).

- 1979 Pedro Ramírez Vázquez, Un Arquitecto Mexicano, Karl Krämer, Edit. Miguel Galas, México. (Inglés, francés y español)

- 1988 Pedro Ramírez Vázquez, Imagen y Obra Escogida, Edit. UNAM

- 1982 Pedro Ramírez Vázquez, El Espacio del Hombre, Edit. Instituto Mexicano de Administración Urbana (IMAU), México.

- 1987 Charlas de Pedro Ramírez Vázquez, Edit. UAM, México.

- 1989 Ramírez Vázquez en la arquitectura, Edit. Diana, México

- 1992 Tiempos y Espacios de la Arquitectura Mexicana, Edit. Secretaría de Relaciones Exteriores, México.

- 1990 Ramírez Vázquez, Edit. Miguel Galas (Primera Publicación 1990), García Valdez Editores, México (inglés y Español).

- 1995 Ramírez Vázquez en el Urbanismo, Edit. Studio Beatrice trueblood, Instituto Mexicano de Administración Urbana (IMAU)

- 1995 Pabellones y Museos de Pedro Ramírez Vázquez, Edit. Grupo Noriega Editores, México.

- 1995 Museums 1952-1994, (Inglés) Edit. Beatrice Trueblood, México

- 2008 Pedro Ramírez Vázquez, Museo Nacional de Antropología, Edit. INAH, México.

- 2014 Arquitectura Pedro Ramírez Vázquez, Edit. Miguel Ángel Porrúa, México.

### Libros y publicaciones como editor
- 1963 Industrialización de la Arquitectura. El aula Casa Rural. Libro CAPFCE. México

- 1969 La Memoria de los XIX Juegos Olímpicos de México, edit. Miguel Galas, México (ediciones en Español-Alemán e Inglés-Francés ) con 11 Números del Boletín (275 000 Ejem.), 21 Programas de lujo por cada Deporte (348 400 Ejem), 19 Folletos de Información Deportiva (2850 00 Ejem.), 20 Folletos de Reglamentos Oficiales (217 00 Ejem.), 18 Carteles Deportivos (287 000), Libro Canchas Deportivas (4500 Ejem.), 93 Programas de lujo (726 150 Ejem.),82 Programas de Mano (605 250 Ejem.), 13 Catálogos de Pintores (80 00 Ejem)11 Folletos Culturales (177 000 Ejem.),8 Guías de Exposiciones en la Ciudad de México (33 000 Ejem.), 3 Libros de: Fotógrafo Manuel Álvarez Bravo, litógrafo Casimiro Castro y del Salón de la Plástica Mexicana, 19 Carteles de Eventos del Programa Cultural (19500 Ejem.), 58 Carteles de Eventos Culturales (42,000 Ejem.), Para promoción Especial de Los Juegos se hicieron 300 000 folletos Plegables, 23 Periódicos Murales de Eventos Culturales (250 500 Ejem.) y 41 Carteles Especiales (1694 000 Ejem.).

- 1976 Códice del Tiempo Ed. PRI. Miguel Galas. México, (Coordinador de Autores).

- 1977 Quetzalcóatl. José López Portillo. Ed. SAHOP. México (inglés, francés, italiano y ruso).

- 1977 El Ojo del Urbanista Arquitecto José Luis Cuevas 1981-1952. Ed. SAHOP.

- 1978 Glosario de Términos sobre Asentamientos Humanos. Edit. SAHOP. Edit. Don Quijote.

- 1978 Vivienda Campesina en México. Coordinado por Valeria Prieto. Edit. SAHOP.

- 1978 Arquitectura de la Ciudad de México. Guía. Beatriz Trueblood. Edit. Miguel Galas

- 1979 Renacimiento en México, Artistas y Retablos, Guillermo Tovar y de Teresa, Edit. SAHOP.

- 1979 México Barroco, Guillermo Tovar y de Teresa. Edit. SAHOP.

- 1980 Códice de los Asentamientos Humanos. Edit. SAHOP, Miguel Galas (Coordinador de Autores).

- 1980 Vocabulario Arquitectónico Ilustrado. Vicente Medel Martínez, Edit. SAHOP.

- 1980 La Autoconstrucción. Una alternativa para la solución al problema de la vivienda. Edit. SAHOP.

- 1980 Monumentos del centro histórico. Dibujos Guillermo Cuevas. Edit. SAHOP.

- 1980 Industrialización para la autoconstrucción. (Prototipos y mobiliario normalizado). Edit. SAHOP.

- 1980 Mapas de Carreteras (por Estados). Edit. SAHOP.

- 1982 Arquitectura Popular Mexicana. Coordinado por Valeria Prieto. Edit. SAHOP, México.

- 1982 Atlas (Memoria). Desarrollo Urbano en México. Edit. SAHOP, México.

- 1982 Caminos (Memoria). Desarrollo Urbano en México. Edit. SAHOP, México.

- 1982 Obras Urbanas (Memoria). Desarrollo Urbano en México. Edit. SAHOP.

- 1982 Restauración (Memoria). Desarrollo Urbano en México. Edit. SAHOP.

- 1982 Planeación (Memoria). Desarrollo Urbano en México. Edit. SAHOP.

- 1982 500 Planos de la Ciudad de México 1325-1933. Edit. SAHOP.

- 1982 Programa de Integración Física de las Dependencias y Entidades de la Administración Público Federal. Edit. SAHOP.

- 1982 El Niño y su Ciudad. Libro y 17 folletos sobre el niño y la ciudad. Edit. SAHOP.

- 1992 Memoria y Presencia de México en Sevilla Revista, Volumen I, II, III. Edit. Banamex y Fideicomiso México-Sevilla Expo '92.

- 1992 Memoria y Presencia de México en Sevilla libro, Edit. Banamex y Fideicomiso México-Sevilla, Expo '92.

## Otras lecturas recomendadas
- Vargas, Ramón; Ramírez Vázquez, Pedro (1995). Pabellones y museos de Pedro Ramírez Vázquez. México: Noriega Editores. ISBN 9789681851453.
- Ramírez Vázquez, Pedro (1988).  UNAM, ed. Pedro Ramírez Vázquez: Imagen Y Obra Escogida. México. ISBN 9789683605832.
- Ramírez Vázquez, Pedro; Iannini, Humberto (1987).  Universidad Autónoma Metropolitana, ed. Charlas de Pedro Ramírez Vázquez. México. ISBN 9789686642582.
- Ramírez Vázquez, Pedro; Trueblood, Beatrice (1989).  UNAM, ed. Ramírez Vázquez en la arquitectura. México: Editorial Diana.